# Victor Loret
Victor Clement Georges Philippe Loret ( 1 de septiembre de 1859 - 3 de febrero de 1946) fue un egiptólogo y naturalista francés.

## Biografía
Estudió egiptología con Gaston Maspero en la École des Hautes Études de París. En 1881 viaja a Egipto, siendo uno de los primeros investigadores de la Misión Arqueológica Francesa a El Cairo. Su estancia duraría cinco años, viajando con su maestro hacia las fuentes del Nilo.
En 1883 trabaja en Tebas con Eugène Lefébure en el estudio de las inscripciones y decoración de diferentes tumbas, siendo aparentemente este su primer trabajo en el Valle de los Reyes. En 1897 fue nombrado jefe del Consejo Supremo de Antigüedades. En 1898 descubrió la tumba de Amenhotep II (KV35)
Además, se debe a Loret el haber descubierto, o excavado, las siguientes tumbas del Valle de los Reyes: KV32, KV33, KV34, KV35, KV36, KV38, KV40, KV41 y KV42.
Fueron sus discípulos Pierre Montet, Charles Kuentz, Henri Gauthier, Eugene Devaud y Alexandre Varille, quienes luego serían afamados egiptólogos.
A su muerte, su biblioteca y fotografías se depositaron en la Universidad de Lyon, y sus notas filológicas se encuentran actualmente en el Institute de France, en París; sin embargo la mayoría de sus archivos terminaron en manos de uno de sus discípulos predilectos: Alexandre Varille; después de su muerte, en 1951, fueron vendidos por su familia, y en enero de 2002 la Universidad de Milán logró adquirirlos.

## Obras
- L'Égypte aux temps des pharaons, 1898.
- Le tombeau d'Aménophis II et la cachette royale de Biban el-Molouk, n.º 3, pp.98-112, BIE, El Cairo, 1899.
- Le tombeau de Thoutmès III à Biban el-Molouk, n.º 3, pp.91-97, BIE, El Cairo, 1899.
- L'oryx dans l'ancienne Égypte, étude sur le nom égyptien de l'oryx (junto con A. Bonnet), H. Georg, Lyon, 1908.

## Honores

### Epónimos
- (Alstroemeriaceae) Bomarea loretii Kraenzl.[1]
- (Amaryllidaceae) Narcissus loretii Rouy[2]
- (Apiaceae) Anthrichaerophyllum × loretii (Rouy & E.G.Camus) P.Fourn.[3]

- La abreviatura «V.Loret» se emplea para indicar a Victor Loret como autoridad en la descripción y clasificación científica de los vegetales.[4]